# Aspiratore per WC
L'aspiratore per WC è un dispositivo elettrico in grado di aspirare i cattivi odori presenti nel water direttamente da lì senza che essi vengano diffusi nell'ambiente.

## Composizione e funzionamento
L'aspiratore elettrico viene posizionato a parete oppure a soffitto. Grazie ad un raccordo che collega il tubo di scarico all'aspiratore, questo apparecchio aspira i cattivi odori direttamente dal water. Vi è anche un secondo aspiratore posizionato all'interno della placca che serve per contrastare la formazione di polvere e sporco, ma che serve anche per coprire il ventilatore. Quest'ultimo consente inoltre di aspirare la condensa e i vapori che si creano dentro il bagno. Infine i cattivi odori presenti nel water vengono espulsi all'esterno. Questo apparecchio può essere collegato alla luce del bagno oppure ad un interruttore secondario.

## Vantaggi e svantaggi

### Vantaggi
Il vantaggio principale è che questo tipo di aspiratore consente di aspirare i cattivi odori direttamente dal water senza diffonderli nell'ambiente, per poi buttarli fuori.